# Final Approach
Final Approach (Φなる·あぷろーち Fuainaru Apurōchi?) es una novela visual creada por Ibe Yukiko, la cual ha sido adaptada al anime. El título utiliza la letra griega Φ para representar la 'fi' (ふ ぁい  fai?), que es la transliteración japonesa de la palabra inglesa 'final'. La serie se emitió en Japón en octubre de 2004. En España el anime ha sido emitido por el canal Buzz.

## Argumento
La historia de Final Approach trata de una operación experimental del gobierno (llamado el "RTP" por los japoneses del Congreso) para solucionar la reducción de la natalidad en Japón en aquellos días. La idea principal consiste en organizar un proyecto a nivel nacional, en el que los ciudadanos jóvenes de sexos opuestos serán emparejados en matrimonio, para que así puedan ser padres. Siguiendo pautas demográficas, el objetivo es que las parejas jóvenes comiencen a tener hijos pronto y que así se produzca un aumento importante del número de nacimientos.

Los hermanos Mizuhara son los primeros en ser elegidos para el proyecto RTP. El hermano y la hermana, Ryo y Akane, desde hace mucho tiempo viven juntos en el mismo apartamento. Ya en la escuela pública, los dos han soportado una vida difícil tras la muerte de sus padres unos años antes (la causa de su muerte es desconocida). Ryo, el principal protagonista, se asegura de que todo esté bien; viven juntos con buenos salarios, aunque Ryo solo necesita de su hermana. Sin embargo, esta situación pronto será destruida por la RTP y la novia que asignan a Ryo, Shizuka. Según lo dispuesto por el gobierno, Ryo se verá forzado a vivir en su casa con su nueva esposa. La serie continúa a partir de ahí, la presentación del nuevo día a día, los acontecimientos de los hermanos Mizuhara con Shizuka.

## Personajes
Ryo Mizuhara (水原涼 Mizuhara Ryo?)
 Seiyū: Daisuke Kishio
El protagonista principal de la historia. Ryo es un típico estudiante de secundaria con una vida pacífica y algo difícil para su edad (sus padres han fallecido y está al cuidado de su hermana menor). Un día todo esto cambia cuando unos hombres vestidos de negro y una misteriosa mujer entran en su apartamento a la fuerza. Esta mujer se llama Shizuka y dice ser su esposa. A partir de entonces se ve forzado a convivir con su futura esposa y su hermana menor en su pequeño apartamento. Al principio a Ryo no le agradaba la idea, de hecho, no lo soportaba, pero con el tiempo la relación entre ellos dos va cambiando, al punto de darse cuenta de que está enamorado de Shizuka.
Shizuka Masuda (益田西守歌 Masuda Shizuka?)
 Seiyū: Sakura Nogawa
Es la protagonista femenina de la historia. Shizuka es una misteriosa y bella joven que entra una noche al apartamento de Ryo diciendo que es su esposa. Shizuka es muy hábil en todo lo que hace: estudiar, limpiar, cocinar, etc. Bajo su aparencia de fortaleza, se esconde un sentimiento continuo de tristeza, del cual la única persona que se percata es Akane.
Akane Mizuhara (水原明鐘 Mizuhara Akane?)
 Seiyū: Miyu Matsuki
Es la hermana menor de Ryo. Akane es una joven inocente que siempre se preocupa por su hermano y no le gusta que trate mal a Shizuka cuando esta hace algo que al protagonista le molesta mucho. Un ejemplo de ello se observa en el capítulo 6, cuando Ryo se enteró de que Shizuka los estaba espiando a través de un satélite espacial por la computadora cuando él y Emiho estaban en una cita. Esto molestó demasiado a Ryo, lo cual ocasionó que la ignorara todo el día e hiciera llorar a Akane. Ella es la única que entiende a Shizuka.
Emiho Mutsu (陸奥笑穂 Mutsu Emiho?)
 Seiyū: Chiaki Takahashi
Es una de la amigas de Ryo y Akane. Más adelante se descubre que también tiene un pretendiente.
Miki Moriya (守屋美紀 Moriya Miki?)
 Seiyū: Yukari Tamura
Es otra de las amigas de Ryo y Akane. Siempre está golpeando y amenazando a Ryo de que si hace llorar a Akane lo va a lamentar.
Yurika Menō (芽生百合佳 Menō Yurika?)
 Seiyū: Yūko Minaguchi
Una joven camarera que trabaja en una cafetería conocida como Plavi. Se caracteriza por ser amable y considerada. En secreto es la novia de Mukasa Haruki, alias Haru (que es el propietario de la cafetería).

## Música
Opening
Kimiiro Palette - Sakura Nogawa (3:57)
Ending
Love, Fate, Love - Miyuki Hashimoto (4:42)